# Bishop (Texas)
Bishop è un comune (city) degli Stati Uniti d'America della contea di Nueces nello Stato del Texas. La popolazione era di 3.134 abitanti al censimento del 2010.

## Geografia fisica
Secondo lo United States Census Bureau, la città ha una superficie totale di 6,13 km², dei quali 6,13 km² di territorio e 0 km² di acque interne (0% del totale).

## Storia
La città crebbe rapidamente durante gli anni 1920, raggiungendo un massimo di 2.500 abitanti nel 1928, perdendo però abitanti con la grande depressione.

## Società

### Evoluzione demografica
Secondo il censimento del 2010, la popolazione era di 3.134 abitanti.

### Etnie e minoranze straniere
Secondo il censimento del 2010, la composizione etnica della città era formata dall'86,53% di bianchi, l'1,47% di afroamericani, lo 0,77% di nativi americani, lo 0,32% di asiatici, lo 0% di oceanici, il 9,09% di altre razze, e l'1,82% di due o più etnie. Ispanici o latinos di qualunque razza erano il 67,49% della popolazione.